# Eklogit

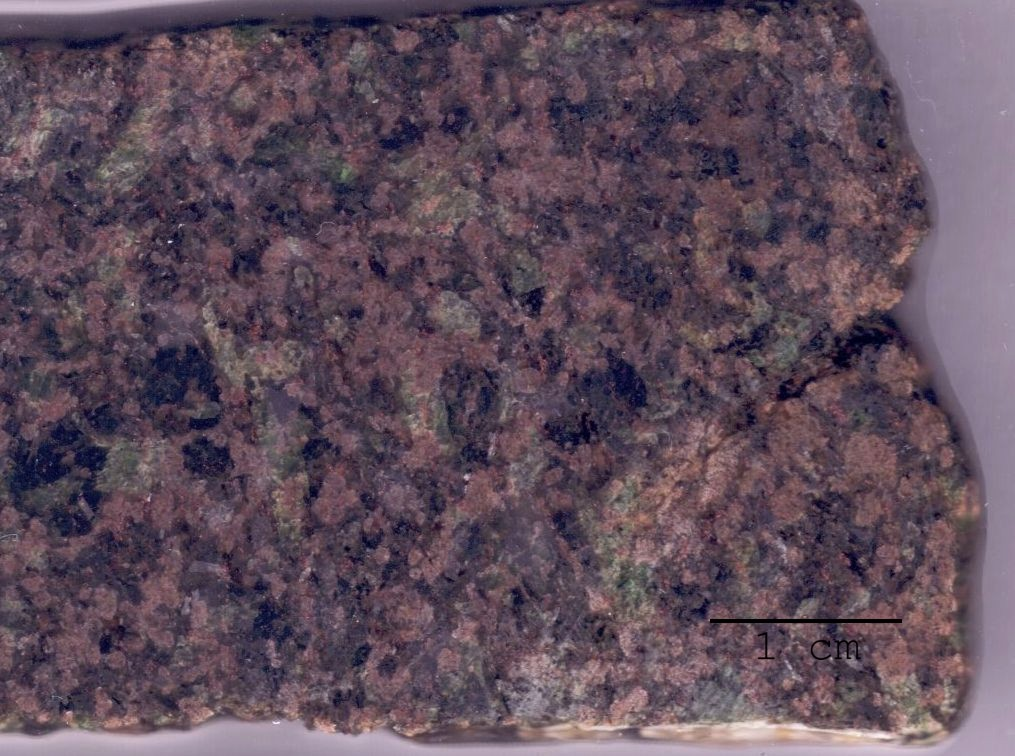
Anschliff eines Eklogits

Eklogite sind (gemäß der Definition der IUGS)  metamorphe Gesteine, die frei von Plagioklas sind und aus ≥75% Omphacit und Granat zusammengesetzt sind. Sie entstanden aus Ausgangsgesteinen (Protolithen) mit basaltischem Chemismus (Metabasite), die durch eine Metamorphose unter hohen (HP) oder sogar ultrahohen (UHP) Druckbedingungen bei relativ geringen Temperaturen (über ca. 14 kbar und ab ca. 500 °C) gebildet wurden (sog. Eklogit-Fazies). Eklogite entlang der Nahtlinie (Geosutur) zwischen zwei ehemals getrennten Kontinenten sind Zeugnis des früheren Vorhandenseins eines Ozeans oder Meeresbeckens mit ozeanischer Kruste zwischen zwei Kontinentalplatten. Eklogit hat eine Dichte von 3,2–3,6 g/cm³. Er ist damit das dichteste aller Silikatgesteine, das an der Erdoberfläche aufgeschlossen ist und gilt als ein Hauptantrieb der Plattentektonik seit dem Mesoarchaikum.
Als Naturstein wird er trotz seiner festen und witterungsbeständigen Eigenschaften kaum genutzt, da er sehr selten aufgeschlossen an der Oberfläche vorliegt und die Vorkommen zum Teil auch unter Geotopschutz stehen.

## Mineralogische Zusammensetzung
Eklogite bestehen aus grünem Klinopyroxen (omphacitreich: (Ca,Na)(Mg,Al)Si2O6) und rotem Granat (pyropreich). Daneben sind oft Quarz, Disthen, Rutil, Titanit, Phengit und Pyrit enthalten. Kennzeichnend für alle Arten von Eklogiten ist – per Definition – das Fehlen von Plagioklas (Feldspat), denn bei Druckerhöhung wird Albit zu Jadeit und Quarz. Bei extrem hohen Drücken ab ca. 27 kbar (Ultrahochdruck-Metamorphose) ist auch Coesit, die Hochdruckmodifikation von Quarz enthalten. Ab 27 kbar/500 °C ansteigend auf 35 kbar/700 °C kann bei entsprechender chemischer Komposition auch Diamant im Eklogit enthalten sein. Coesit oder auch Diamant sind meistens in den stabilen Mineralphasen wie Granat, Disthen oder auch Omphacit zu finden und sind nach der Exhumierung an der Erdoberfläche oft nur noch indirekt nachweisbar.

## Entstehung
Eklogite entstehen bei hohem Druck ab ca. 10 kbar (entspricht ca. 35 km Tiefe) und mittleren bis hohen Temperaturen (500 bis 1000 Grad Celsius), was jedoch nur in Regionen mit niedrigen geothermischen Gradienten der Fall ist. Somit werden Eklogite häufig als Indikator für Paläosubduktionszonen angesehen. Eklogitfazielle Gesteine können auch an der Basis einer stark verdickten kontinentalen Kruste entstehen, derartige Funde sind allerdings ziemlich selten. Bei der Heraushebung an die Erdoberfläche können die Eklogite durch retrograde Metamorphose überprägt werden, wobei sich Minerale wie z. B. Plagioklas, Amphibol, Epidot und Biotit bilden, die aber nicht der eigentlichen eklogitfaziellen Mineralparagenese zugerechnet werden dürfen. Aufgrund ihrer hohen Dichte gelten die ältesten erhaltenen Eklogitfunde im Fennoskandischen Schild (Halbinsel Kola) auch als Beweis für die Existenz von Subduktion und Plattentektonik im heutigen Sinne vor 2,87 Mrd. Jahren. Ältere Eklogite gelten aufgrund des höheren geothermischen Gradienten im früheren Archaikum bzw. Hadaikum als unwahrscheinlich.
Die ältesten bisher gefundenen Eklogitfragmente haben ein Alter von maximal 3,2 Milliarden Jahren. Dass Eklogite davor selten oder überhaupt nicht entstanden, liegt wahrscheinlich an dem damals viel heißeren Erdmantel.

## Vorkommen
Die Typlokalität des Gesteins befindet sich bei Kupplerbrunn (Gemeinde  Eberstein) auf der Kärntner Saualpe. Die größten Eklogitvorkommen in Mitteleuropa befinden sich im Bereich der Münchberger Gneismasse. Das größte Einzelvorkommen ist der Weißenstein bei Stammbach. Die Ausgangsgesteine der Eklogite der Münchberger Gneismasse waren unterseeische Vulkanite, die sich im Präkambrium vor ca. 570 Ma (Millionen Jahre) bildeten.
Die alpinen Eklogite im zentralen Teil der Alpen werden mit ca. 100 Ma als relativ jung dargestellt. Für einige Teile wird ein höheres Alter vertreten: Eklogite des zentralen Ötztalkristallins – und auch der Böhmischen Masse – sollen aus einem Subduktionsvorgang vor ca. 360 Ma (jüngstes Devon) und damit vom Beginn der variszischen Gebirgsbildung stammen. Letzteres wird mit mehrfachen Metamorphosestadien auch für die Eklogite der Koralpe im steirischen Randgebirge vertreten (Mittelostalpines Deckenstockwerk, Koralmkristallin).
Im Himalaya-Gebirge wurden sehr junge Eklogite im nördlichen Teil des Kaghan Tals (Pakistan) und am Tso Morari in Ladakh (Indien) gefunden. Die Datierungen ergaben ein eozänes Alter um 47 Mio. Jahre vor heute. Da angenommen werden kann, dass die Versenkung von indischem Krustenmaterial unter Eurasien, und die Bildung der Eklogite, mit der Kontinent-Kontinent Kollision stattgefunden hat, sind die ca. 47 Mio. Jahre auch als das Alter des nordwestlichen Himalaya-Gebirges anzusehen. Vorgenommene Mineraldatierungen erlauben des Weiteren die Aussage, dass die Exhumation der Eklogite aus ca. 140 km Tiefe nach ihrer Entstehung zwischen 47 und 46 Mio. Jahren vor heute, sehr schnell, bis auf krustale Tiefen (ca. 40 km) stattfand und danach deutlich langsamer verlief.
Die jüngsten Eklogite mit einem Alter von nur ca. 4,3 Ma (Unsicherheit ±0,4) wurden 2004 im östlichen Papua-Neuguinea entdeckt.
Die allermeisten bekannten Eklogite sind terrestrischen Ursprungs. Da bei Meteoriteneinschlägen zwar die richtigen Drücke, aber zu große Hitze vorherrschen, entstehen – wenn überhaupt – hier nur sehr geringe Mengen an Eklogit. Erst seit 2013 sind Proben eines extraterrestrischen Eklogit bekannt, welche von einem zerschellten Meteoriten stammen, der in etwa so groß wie der Mond, oder noch größer gewesen sein muss.

## Retrograde Metamorphose
Da die Druck- und Temperaturbedingungen der Eklogit-Fazies nur in größeren Tiefen erreicht werden, bedarf es ggf. längerer Zeiträume, um das entsprechend metamorphosierte Gestein wieder an die Erdoberfläche zu befördern. Werden dabei die Bedingungen niedriggradiger metamorpher Faziesbereiche längere Zeit aufrechterhalten, kann sich die Mineralparagenese tw. an diese Bedingungen anpassen. Häufig zerfällt dabei der ursprünglich vorhandere Omphacit des Eklogits in ein Gemisch aus Pyroxen und Plagioklas; mit fortschreitender retrograder Metamorphose kann der Pyroxen auch durch Amphibol ersetzt werden. Die entsprechenden Gemische bilden dabei häufig symplektitische Verwachsungen. Makroskopisch sind diese Veränderungen nicht unbedingt besonders auffällig; im mikroskopischen Bild fallen die Umwandlungsprodukte allerdings sofort ins Auge.

## Bedeutung für die Geologie
Die Untersuchung von Eklogiten ist hilfreich bei paläogeographischen Rekonstruktionen. Eklogite, die aus einem Mittelozeanischen-Rücken-Basalt (MORB) hervorgegangen sind, repräsentieren ein Stück ehemalige ozeanische Kruste, das in einer Paläosubduktionszone verschluckt und in große Tiefen transportiert wurde, bevor es durch Exhumation wieder an die Erdoberfläche gelangte; hierbei liegen meist nur Eklogitlinsen in Material (z. B. Blauschiefer) mit einer geringeren Dichte vor.